# 尾崎年華
尾崎 年華（おざき としか、文久3年〈1863年〉 ‐ 没年不明）とは、明治時代の浮世絵師。

## 来歴
歌川国種の息子で月岡芳年の門人。名は松五郎（しょうごろう）、三容、晁斎と号す。江戸にて生まれる。明治31年（1898年）建立の月岡芳年翁之碑に、芳年の門人として名がある。